# 南岗街道 (黄埔区)
南岗街道，是中华人民共和国广东省广州市黄埔区下辖的一个乡镇级行政单位。

## 行政区划
南岗街道下辖以下地区：
黄埔电厂社区、新港社区、四航局社区、省电力一局社区、海地社区、南岗头社区、南岗墟社区、沙步社区和南岗社区。

## 交通

### 地铁
█13号线：南岗站